# Migració animal

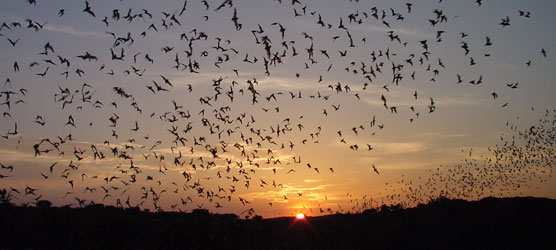
Ratpenats de l'espècie Tadarida Brasiliensis en la seva llarga migració

La migració animal és el moviment de llarga distància relativa d'individus, normalment durant una estació. S'observa en tots els grups animals importants, com ocells, mamífers, peixos, rèptils, amfibis, insectes, i crustacis. El que provoca la migració en els animals pot ser el clima local, la disponibilitat de menjar, l'estació de l'any o motius relacionats amb la reproducció. Per tal que es consideri una veritable migració i no sols una dispersió local o una migració eruptiva, el moviment dels animals ha de ser un esdeveniment anual o estacional, com els ocells de l'hemisferi nord que emigren al sud a l'hivern; els nyus que migren anualment per les pastures, o bé un canvi d'hàbitat important durant una part concreta de la vida de l'animal, com el salmó atlàntic jove, que deixa el riu del seu naixement quan assoleix uns pocs centímetres.

## Generalitats

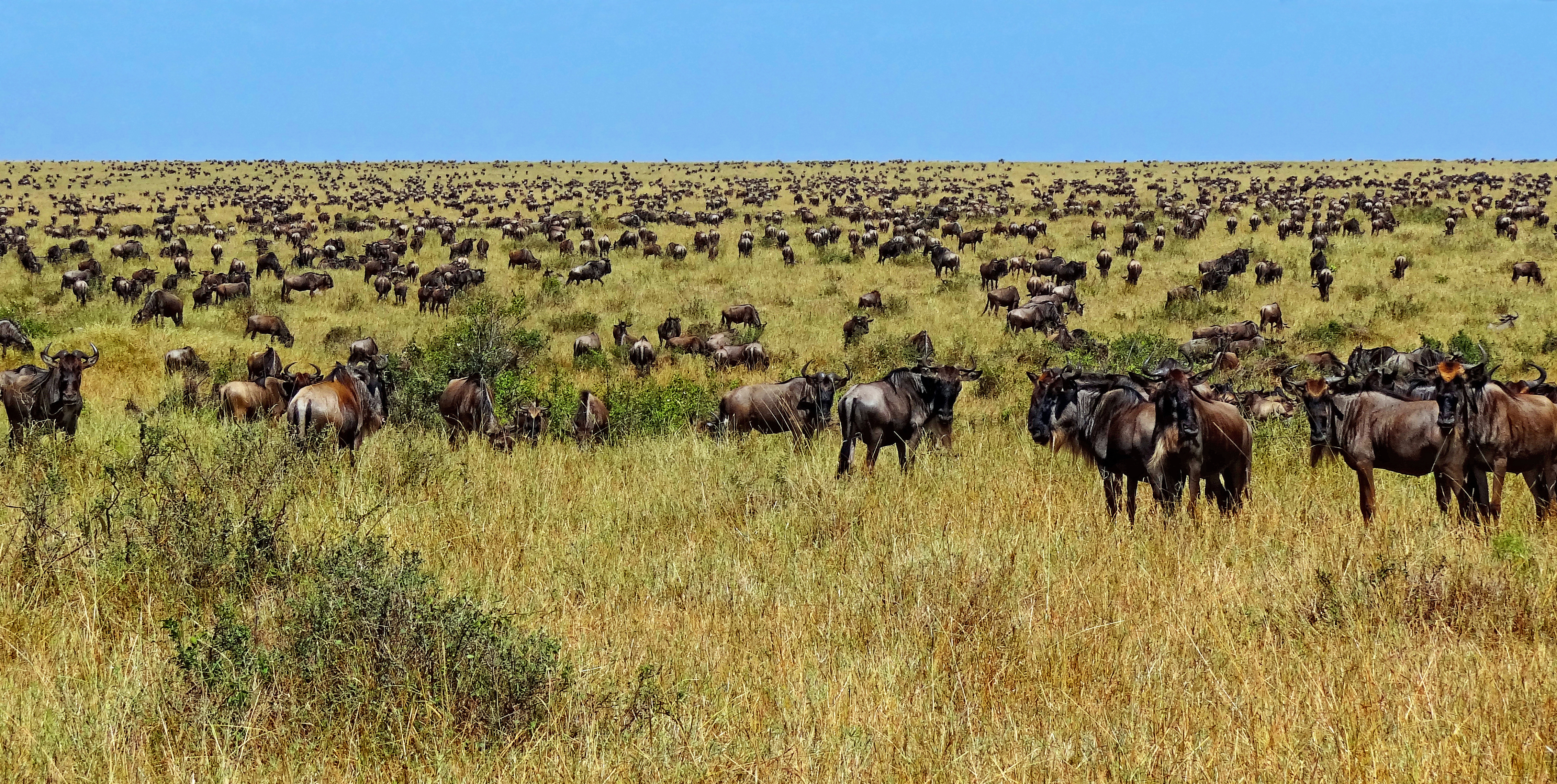
Nyus en la seva gran migració al Serengeti

El concepte de migració té quatre altres conceptes relacionats: moviment recte persistent; reallotjament d'un individu; moviment estacional d'anada i tornada d'una població entre dues àrees; i moviment que comporta la redistribució d'individus en una població.
La migració pot ser obligada o facultativa (els individus poden escollir emigrar o no). Dins d'una espècie migratòria o fins i tot dins d'una població, no tots els individus emigren. La migració completa és quan tots els individus d'una població viatgen, la migració parcial és quan alguns individus emigren i d'altres es queden, i la migració diferencial és quan la diferència entre els individus migratoris i els que no viatgen es basa en l'edat o el sexe.
Mentre la majoria de moviments migratoris ocorren en un cicle anual, alguns moviments diaris són també anomenats migració. Molts animals aquàtics fan el que s'anomena una migració vertical diària, viatjant uns quants centenars de metres amunt i avall en una columna d'aigua, i algunes espècies de meduses viatgen diàriament en horitzontal durant centenars de metres.
Les migracions irregulars (no cícliques) com les eruptives, poden ocórrer per motius com la fam, la superpoblació d'una localitat o altres influències.

## En grups específics

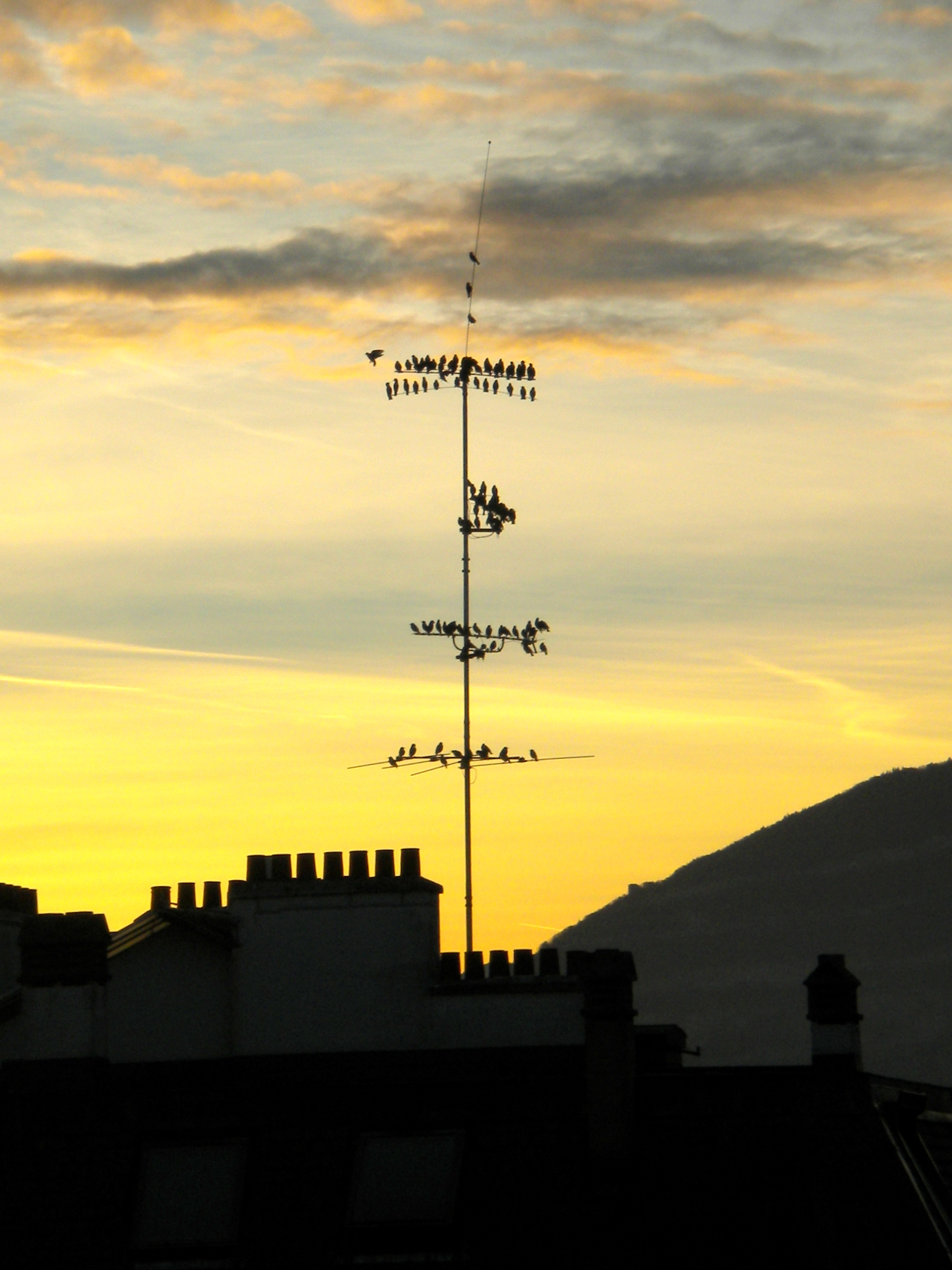
Eixams d'ocells, abans de la migració anual al sud

Les diferents classes d'animals emigren de maneres diferents.

### Ocells
Més o menys 1.800 de les 10.000 espècies d'ocells migradors del món emigren a llargues distàncies cada any seguint les estacions càlides. Moltes d'aquestes migracions són de nord a sud, amb les espècies que alimenten i crien a altes latituds del nord a l'estiu, i viatgen centenars de quilòmetres al sud a l'hivern. Algunes espècies estenen aquesta estratègia per emigrar anualment entre els hemisferis nord i sud. El xatrac àrtic és famós per la seva migració: vola des de l'Àrtic, on és criat, fins a l'Antàrtida, i hi torna cada any, recorrent una distància de com a mínim 19.000 km.

### Peixos

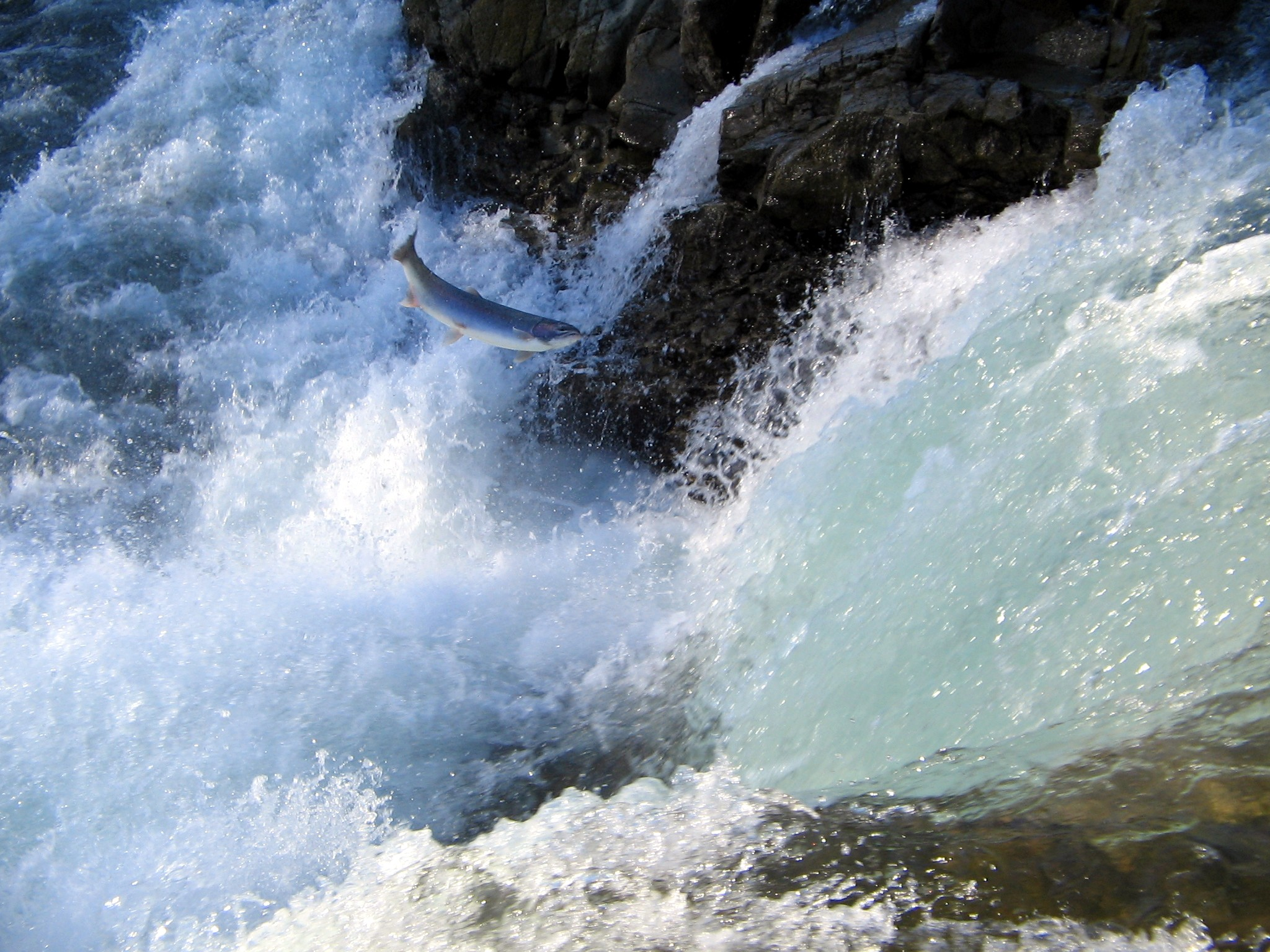
Moltes espècies de salmons migren rius amunt per fresar

La majoria d'espècies de peixos tenen moviments limitats i resten en una sola àrea geogràfica, fent migracions curtes per a la posta d'ous o per alimentar-se. Alguns centenars d'espècies migren, en alguns casos, durant milers de quilòmetres. Aproximadament 120 espècies de peixos, incloent-hi diverses espècies de salmons, viatgen entre l'aigua salada i l'aigua dolça (són diadroms).
Alguns peixos, com el Mallotus villosus, emigren al voltant de parts del nord de l'oceà Atlàntic; en el seu cas, aquest peix fresa al voltant de les costes del sud i occidentals d'Islàndia; les seves larves van a la deriva en el sentit de les agulles del rellotge al voltant de l'illa, mentre el peix neda cap al nord, a l'illa de Jan Mayen per alimentar-se, i retornen a Islàndia seguint la costa de l'est de Groenlàndia.
Mil milions de sardines sud-africanes (Sardinops sagax) fresen a les aigües fresques del Banc Agulhas i viatgen cap al nord al llarg de la costa est de Sud-àfrica entre maig i juliol.

### Insectes

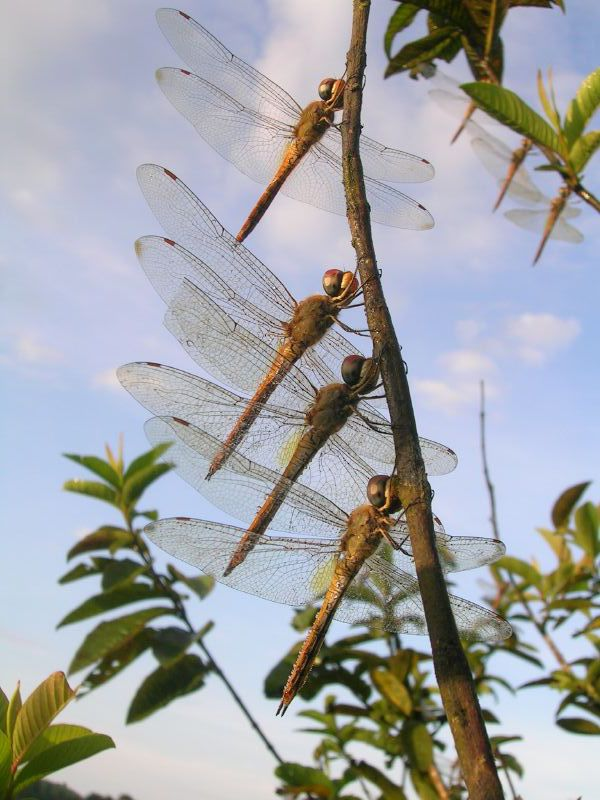
Una conjunt de libèl·lules Pantala flavescens al Districte de Kodagu, Índia

Alguns insectes alats, com llagostes, libèl·lules i papallones, viatgen distàncies llargues. Hi ha espècies de libèl·lules com Pantala flavescens, que fa el viatge més llarg de tots els insectes, migrant entre Índia i Àfrica. Excepcionalment, eixams de llagostes del desert (Schistocerca gregaria) han volat cap a l'oest, a través de l'oceà Atlàntic, durant 4.500 km, a l'octubre del 1988, utilitzant corrents d'aire a la Zona de convergència intertropical.
Entre algunes papallones migratòries, com ara la monarca o la migradora dels cards, cap individu completa la migració sencera. En comptes d'això, les papallones es reprodueixen a mig camí, i les generacions successives acaben la migració.

### Altres animals
Algunes migracions en massa ocorren també entre els mamífers, com la gran migració del Serengeti, un patró circular anual de moviment amb 1.7 milions de nyus i centenars de milers d'altres animals com gaseles i zebres.
La migració és important en altres mamífers com els cetacis, les balenes i dofins. També hi ha altres animals que fan migracions de llarga distància, com alguns ratpenats (Tadarida Brasilliensis) que viatgen en massa entre Oregon i el sud de Mèxic.
Alguns rèptils i amfibis també fan migracions.